# Правителство на Стефан Янев 2
Второто служебно правителство на Стефан Янев е деветдесет и осмото правителство на Република България (седмото служебно). То действа от 16 септември 2021 г. до 13 декември 2021 г., назначено от президента Румен Радев.

## Кабинет
В състава му влизат следните 19 министри:
| министерство                                              | име | име              | партия     |
| --------------------------------------------------------- | --- | ---------------- | ---------- |
| министър-председател                                      |     | Стефан Янев      | безпартиен |
| заместник министър-председател,1 труд и социална политика |     | Гълъб Донев      | безпартиен |
| заместник министър-председател,2 вътрешни работи          |     | Бойко Рашков     | безпартиен |
| заместник министър-председател3                           |     | Атанас Пеканов   | безпартиен |
| финанси                                                   |     | Валери Белчев    | безпартиен |
| отбрана                                                   |     | Георги Панайотов | безпартиен |
| здравеопазване                                            |     | Стойчо Кацаров   | ДСБ        |
| регионално развитие и благоустройство                     |     | Виолета Комитова | безпартиен |
| образование и наука                                       |     | Николай Денков   | безпартиен |
| външни работи                                             |     | Светлан Стоев    | безпартиен |
| правосъдие                                                |     | Янаки Стоилов    | БСП        |
| култура                                                   |     | Велислав Минеков | ДБГ        |
| околна среда и води                                       |     | Асен Личев       | безпартиен |
| земеделие, храни и гори                                   |     | Христо Бозуков   | безпартиен |
| транспорт, информационни технологии и съобщения           |     | Христо Алексиев  | ИТН        |
| икономика                                                 |     | Даниела Везиева  | безпартиен |
| енергетика                                                |     | Андрей Живков    | безпартиен |
| туризъм                                                   |     | Стела Балтова    | безпартиен |
| младежта и спорта                                         |     | Андрей Кузманов  | безпартиен |

- 1: – отговарящ за икономическите и социалните политики.
- 2: – отговарящ за обществен ред и сигурност.
- 3: – отговарящ за средствата от Европейския съюз.

### Промени в кабинета

#### от 29 октомври 2021
| министерство | име | име             | партия     |
| ------------ | --- | --------------- | ---------- |
| правосъдие   |     | Иван Демерджиев | безпартиен |